# Mille Hoffmeyer Lehfeldt
Mille Hoffmeyer Lehfeldt (født 8. december 1979) er en dansk skuespillerinde. 
Lehfeldt blev student ved Aurehøj Gymnasium i 1999. Hun er uddannet fra Statens Teaterskole i 2006. Hun har har fra en helt ung alder medvirket i diverse film og teaterforestillinger, og har desuden lagt stemme til et hav af tegnefilm, bl.a. serien Ed, Edd og Eddy, hvor hun lægger stemme til Flemming, Søs, og Marie Krank.
I 2012 vandt hun dirigentkonkurrencen Maestro på DR1.
Mille Lehfeldt er en del af satiregruppen PLATT-FORM sammen med kollegerne Jakob Fauerby og Laus Høybye der i 2014 blev reumert-nomineret for det musikalske comedy-show Har du set min nissehue mor?
Fra April 2016 har PLATT-FORM sendt satireindslag på P1 Morgen på Danmarks Radio to gange om ugen med programmerne Kirkesangerne og Krisetelefonen for I-landsproblemer

## Privat
Mille er datter af skuespillerparret Kirsten Lehfeldt og Stig Hoffmeyer. Lehfeldt blev gift med Sophus Windeløv Kirkeby i 2008, med hvem hun har sønnerne Ferdinand og Osvald.

## Film
| År   | Titel                    | Rolle                   | Noter                                       |
| ---- | ------------------------ | ----------------------- | ------------------------------------------- |
| 1990 | Springflod               | Rosa                    |                                             |
| 1992 | Det skaldede spøgelse    | Penelope                |                                             |
| 1993 | Roser & persille         | Bolette                 |                                             |
| 1995 | Pigen med de grønne øjne |                         |                                             |
| 2007 | De unge år               | Margrethe               |                                             |
| 2008 | Flammen & Citronen       | Bodil                   |                                             |
| 2008 | One Shot                 | Sally                   |                                             |
| 2009 | Himlen falder            | Sara                    |                                             |
| 2010 | Smukke mennesker         | Anna                    |                                             |
| 2012 | Talenttyven              | Laura                   |                                             |
| 2013 | Player                   | Lydia                   |                                             |
| 2015 | En chance til            | østeuropæisk danserinde |                                             |
| 2015 | Lang historie kort       | Ellen                   | Bodil-pris for Bedste kvindelige hovedrolle |

### Serier
| År      | Titel                      | Rolle                           | Noter                    |
| ------- | -------------------------- | ------------------------------- | ------------------------ |
| 1994    | Tango for tre              | Bolette                         | afsnit 1-5               |
| 1995    | Jeg vil ønske for dig      | Maj-Britt, Niels' skolekammerat | afsnit 1-8               |
| 1998    | Hjerteflimmer              | Sofie                           |                          |
| 2000    | Pyrus i alletiders eventyr | prinsessen på ærten             | afsnit 17 (julekalender) |
| 2001    | Mit liv som Bent           | Irma/Zindy Rella                | afsnit 1                 |
| 2002    | Rejseholdet                | Anja                            | afsnit 18                |
| 2002    | Nikolaj og Julie           | Louise                          | afsnit 1                 |
| 2006    | Nynne                      | Malou                           | afsnit 12                |
| 2008    | Album                      | Malene                          | afsnit 4-5               |
| 2009-10 | Lærkevej                   | frisør Monica Dam               | afsnit 1-13              |
| 2011-12 | Lykke                      | hovedrollen som Lykke Leth      |                          |
| 2015    | Ditte & Louise             | sig selv                        | S1E8                     |
| 2022    | Carmen Curlers             | Vita Mosholt                    |                          |

### Stemme til tegnefilm o.l.
| År   | Titel                             | Rolle            | Noter |
| ---- | --------------------------------- | ---------------- | ----- |
| 1994 | Aristocats                        | Marie            |       |
| 1988 | Landet for længe siden            | Cera             |       |
|      | Ed Edd og Eddy                    | Søs              |       |
| 1992 | Tom & Jerry som redningsmænd      | Robyn Sterling   |       |
| 1998 | Løvernes Konge 2: Simbas stolthed | Kiara som voksen |       |
|      | Thor - Legenden fra Valhalla      | Freja            |       |
| 2001 | Shrek                             | prinsesse Fiona  |       |
| 2001 | Titan A.E.                        | Akima            |       |
| 2002 | Lilo & Stitch                     | alien            |       |
| 2004 | Shrek 2                           | prinsesse Fiona  |       |
| 2005 | Sisse og trylletrolden            | Sisse            |       |
| 2006 | Garfield 2                        | Lisbeth          |       |
| 2007 | The Simpsons Movie                | Bart Simpson     |       |
| 2007 | Shrek den Tredje                  | prinsesse Fiona  |       |
| 2010 | Shrek Den Lykkelige               | prinsesse Fiona  |       |

### Radio
- Kirkesangerne (2016) - P1, som en del af satiregruppen PLATT-FORM
- Krisetelefonen for I-landsproblemer (2016) - P1, som en del af satiregruppen PLATT-FORM